# Елизабет фон Хоенцолерн-Зигмаринген
Мария Елизабет фон Хоенцолерн-Зигмаринген (на немски: Marie Elisabeth von Hohenzollern-Sigmaringen; * 10 януари 1592 в Зигмаринген; † 28 октомври 1659 в Тинген) е графиня от Хоенцолерн-Зигмаринген и чрез женитби графиня на Хоенцолерн-Хайгерлох (1608 – 1620) и ландграфиня в Клетгау, графиня на Зулц (1628 – 1648).
Тя е най-възрастната дъщеря на граф Карл II фон Хоенцолерн-Зигмаринген (1547 – 1606) и втората му съпруга богатата наследничка Елизабет от Паландт-Кулемборг (1567 – 1620), вдовица на маркграф Якоб III фон Баден-Хахберг († 1590).
Тя умира на 28 октомври 1659 в Тинген (Валдсхут-Тинген) и е погребана там.

## Фамилия
Елизабет се омъжва на 21 септември 1608 г. в Зигмаринген за граф Йохан Кристоф фон Хоенцолерн-Хайгерлох (1586 – 1620). Те нямат деца. Елизабет се омъжва втори път на 14 октомври 1624 г. в Тинген за граф Карл Лудвиг Ернст фон Зулц (1595 – 1648), ландграф в Клетгау, вдовец на Максимилиана фон Зулц (1584 – 1623). Те имат децата:
- Мария Елизабет (* 1625), омъжена за Кристоф Карл фон Валдбург (1613 – 1672)
- Йохан Лудвиг II (1626 – 1687), граф на Зулц, ландграф в Клетгау, женен I. на 2 юли 1652 г. за Мария Елизабет фон Кьонигсег-Аулендорф (1636 – 1658), II. за Евгения Мария Франциска фон Мандершайд-Кайл (1632 – 1690)
- Франц Евгений (1627 – 1636)
- Кристоф Алвиг (1629 – 1666), каноник в Кьолн
- Мария Катарина (1630 – 1686), омъжена на 20 август 1658 г. за граф Йохан VIII фон Монфор-Тетнанг (1627 – 1696)
- Ева Максимилиана (1631 – 1633)
- Фердинанд (1633 – 1636)
- Мария Терезия (1634 – 1692), абатиса на манастир Бухау (1669 – 1692)
- Анна Мария Максимилиана (1637 – 1638)
- Фердинанд Франц (1637 – 1637)